# Amblyolpium salomonense
Amblyolpium salomonense är en spindeldjursart som beskrevs av Beier 1970. Amblyolpium salomonense ingår i släktet Amblyolpium och familjen Garypinidae. Inga underarter finns listade i Catalogue of Life.